# Święty Jakub Młodszy (obraz El Greca z 1595)
Święty Jakub Młodszy – obraz hiszpańskiego malarza pochodzenia greckiego Dominikosa Theotokopulosa, znanego jako El Greco.
Zanim El Greco stworzył cykl obrazów zwanych Apostolados, przedstawiający dwunastu apostołów i Chrystusa, kilka krotnie malował wizerunki apostołów w tym apostoła Jakuba Młodszego. W 1995 roku namalował obraz znany pod tytułem Studium głowy przedstawiający świętego a według hipotez będący autoportretem artysty.
W 1597 roku El Greco ukończył kolejny wizerunek świętego Jakuba. Przedstawił go w półpostaci, w czerwonej szacie i niebieskiej tunice. Apostoł spogląda gdzieś w dół, w jego wzroku widać zadumę, a jednocześnie siłę mowy (fragment jego listu jest powszechnie uznawany za jedną z najbardziej dogłębnych rozpraw o mocy mowy) co potęgowane jest poprzez wykonywany gest. Podobną postawę i gest El Greco wykorzystał w późniejszym, najbardziej znanym wizerunku Jakuba stworzonym dla cyklu Apostolados, Święty Jakub Młodszy. Gest wykonywany jest tu prawą ręką, a w lewej artysta wkłada księgę, będącą jego atrybutem.